# Natriumselenat
Natriumselenat ist eine anorganische chemische Verbindung des Natriums aus der Gruppe der Selenate.

## Gewinnung und Darstellung
Natriumselenat kann durch Reaktion einer Selensäure-Lösung mit Natriumcarbonat gewonnen werden.
{\displaystyle \mathrm {H_{2}SeO_{4}+Na_{2}CO_{3}\longrightarrow Na_{2}SeO_{4}+CO_{2}+H_{2}O} }

## Eigenschaften
Natriumselenat ist ein nicht brennbarer, hygroskopischer, weißer, geruchloser Feststoff, der sehr leicht löslich in Wasser ist. Es kristallisiert orthorhombisch, Raumgruppe Fddd (Raumgruppen-Nr. 70), mit den Gitterparametern a = 6,099 Å, b = 12,59 Å, c = 10,16 Å.

## Verwendung
Natriumselenat wird als Insektizid und als Zusatz von Düngemitteln verwendet. Es wird in geringer Dosis auch als Nahrungsergänzungsmittel und in der Medizin verwendet.